# Ivan Lajetchnikov
Ivan Ivanovitch Lajetchnikov (en russe : Иван Иванович Лажечников) est un écrivain russe né le 25 septembre 1790 à Kolomna et mort le 7 juillet 1869 à Moscou. 
Il est l'auteur de romans historiques très populaires, le plus connu est La Maison de glace paru en 1835. Il y critique violemment l'impératrice Anna.
La Maison de glace est aussi un roman d'Alexandre Dumas qui parut dans le journal Le Monte-Cristo, du 15 juillet 1858 au 24 février 1859, au moment où Alexandre Dumas n'était plus aussi populaire que dans les années 1840-1847. L'écrivain français s'est inspiré largement du roman de Lajetchnikov

## Note
1. ↑  Selon les sources, il est né en 1790 ou en 1792.